# Lorenzo Hervás y Panduro
Lorenzo Hervás y Panduro (Horcajo de Santiago, 10 de maio de 1735 - Roma, 24 de agosto de 1809) foi um escritor, jesuíta e filólogo espanhol.